# Anarta lugens
Anarta lugens är en fjärilsart som beskrevs av Charles Oberthür. Anarta lugens ingår i släktet Anarta och familjen nattflyn. Inga underarter finns listade i Catalogue of Life.